# Martin Winkler (Politiker)
Martin Winkler (* 15. Februar 1885 in Amberg; † 30. Mai 1959 in Schnaittenbach) war ein bayerischer Landrat und Landtagsabgeordneter (CSU).

## Ausbildung und Beruf
Winkler besuchte nach der Volksschule das neue Gymnasium in Regensburg. Nach dem Abitur studierte er in München und Erlangen Rechtswissenschaften, das Studium beider Rechte schloss er mit der Promotion zum Dr. iur. utr. ab. Danach nahm er ein Studium der Nationalökonomie an der Technischen Universität München auf. Später ließ er sich in Schnaittenbach nieder, wo er in Landwirtschaft und Industrie tätig war.
Er war Mitglied der katholischen Studentenverbindungen KDStV Aenania München, KDStV Burgundia München und KDStV Gothia Erlangen.

## Politische Laufbahn
Von 1919 bis 1933 war Winkler Vorsitzender des Bezirkstages Amberg, zudem Mitglied des Marktgemeinderates von Schnaittenbach. Nach Haft und Enthebung von seinen Ämtern zur Zeit des Nationalsozialismus wurde er 1945 zunächst zum Landrat des damaligen Landkreises Amberg bestellt, später gewählt, er hatte dieses Amt bis 1958 inne. Sein Nachfolger wurde Hans Raß.
Vom 16. Dezember 1946 bis 26. November 1950 gehörte er für die CSU dem Bayerischen Landtag an. Winkler war als Delegierter des Bayerischen Landtags Mitglied der ersten Bundesversammlung, die 1949 Theodor Heuss zum ersten deutschen Bundespräsidenten wählte.

## Trivia
In seiner Heimatstadt Schnaittenbach ist eine Straße nach Winkler benannt.